# Vibi (bruci)
Vibi  (en llatí Vibius) va ser un dels caps dels brucis. Titus Livi (Titus Livius) el menciona juntament amb el seu germà Pacci com el més nobles dels brucis, cosa que probablement vol dir que era el màxim dirigent d'aquest poble.
L'any 209 aC es va presentar al cònsol Quint Fabi Màxim Berrugós per demanar el perdó dels romans per la seva aliança amb Hanníbal.